# Piiksiselkä
Piiksiselkä är en del av sjön Muojärvi i Finland.   Den ligger i landskapet Norra Österbotten, i den nordöstra delen av landet, 700 km norr om huvudstaden Helsingfors. Piiksiselkä ligger 264 meter över havet.